# Murder Inc. Records
Pour les articles homonymes, voir Murder Incorporated (homonymie).
Murder Inc. Records, anciennement The Inc. Records, également stylisé The INC Records, est un label discographique américain, situé à New York, dans l'État de New York. Il est fondé en 1997 par les frères Irv et Chris Gotti. Le label est une filiale de Warner Music Group. Le label a également publié des artistes comme Jennifer Lopez, Fat Joe et Mary J. Blige.

## Histoire

### Formation et succès (1999–2003)
Après avoir aidé Def Jam Recordings avec le succès de DMX et Jay-Z, Russell Simmons donne à Irv Gotti l'occasion de lancer son propre label sous Def Jam. En regardant la série télévisée Biography sur A&E, un logo Murder Inc. apparaît sur l'écran, et donne à Irv Gotti l'envie de nommer son label comme tel. En 1999, Murder Inc. publie son premier album, Venni Vetti Vecci de Ja Rule. L'album contient le single à succès Holla Holla, et est certifié disque de platine faisant de Murder Inc. l'un des labels les plus respectés de l'industrie musicale.
En 2000, le label s'associe avec Lil' Mo, qui enregistrera avec Ja Rule, les chansons Put It on Me et I Cry. La même année, Irv Gotti publie sa première compilation à Murder Inc., Irv Gotti Presents: The Murderers. Ils signent ensuite Charli Baltimore et Ashanti en 2001. Ashanti et Ja Rule sont récompensés aux VMAs et aux BET Awards. Murder Inc. signera aussi Bobby Brown au label. Le succès du label s'arrête malgré le succès de l'album de Ja Rule qui sera certifié disque de platine. Le label quitte Universal Motown et tente de signer un autre contrat de distribution.

### The Inc. (2003–2012)
Le 14 novembre 2003, Irv Gotti révèle les derniers événements de Murder Inc., les rivalités, les polémiques et les problèmes liés à Ja Rule. À la fin, il révèle le changement de nom, Murder Inc. en The Inc. Records. Ce changement devient officiel en 2004, avec la signature de Lloyd et la publication de son premier album Southside. Ja Rule revient avec son album R.U.L.E. certifié disque d'or, et avec une popularité en quelque sorte restaurée. Ashanti publie aussi son album à succès, Concrete Rose. À la fin de 2004, ils sont forcés de quitter les locaux de Def Jam pendant les enquêtes.
The Inc. Records passe les années 2005 et 2006 à tenter de trouver de nouveaux locaux. Lorenzo en parle à son ami Lyor Cohen des labels Warner Bros.. Cohen offre un contrat qui pourrait faire de Gotti le directeur de The Inc., et également d'Atlantic Records. The Inc. Records signe chez Universal Records (comme Def Jam, une division d'Universal Music Group) au début de 2006. Le 1er août 2007, Ja Rule revient à la radio et à la télévision sur Sucker Free de MTV, où il joue son single Uh Oh avec Lil Wayne. Irv Gotti donne l'occasion à Ja Rule de lancer son propre label, Mpire Records. En mai 2009, Irv Gotti annonce à MTV News le départ d'Ashanti de Inc. Records. Juste un mois après, en juin 2009, Lloyd demande lui aussi la rupture de son contrat. Toujours en 2009, Ja Rule n'est plus membre de Inc. Records.

### Retour (depuis 2013)
En septembre 2013, Murder Inc. Records est relancé sous le nouveau label d'Irv Gotti, Visionary. Le 27 septembre, Murder Inc. publie ses premières chansons depuis des années, Fresh Out Da Pen et Everything de Ja Rule produites par les producteurs de Murder Inc. Records/Visionary Reefa et Myles.William,.